# Puccinia komarovii
Puccinia komarovii är en svampart som beskrevs av Tranzschel 1936. Puccinia komarovii ingår i släktet Puccinia och familjen Pucciniaceae.   Inga underarter finns listade i Catalogue of Life.

## Källor

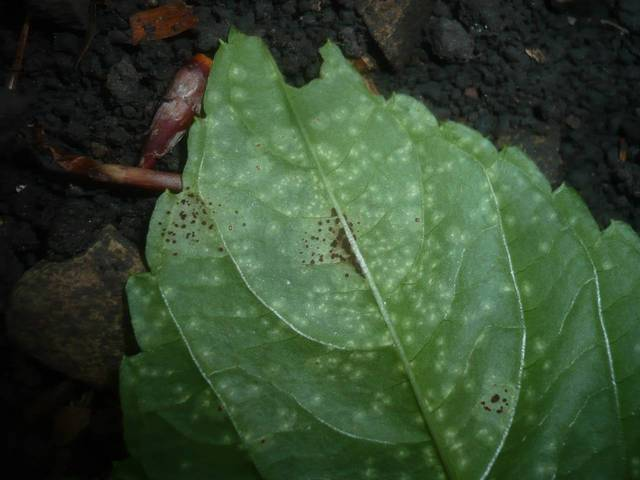
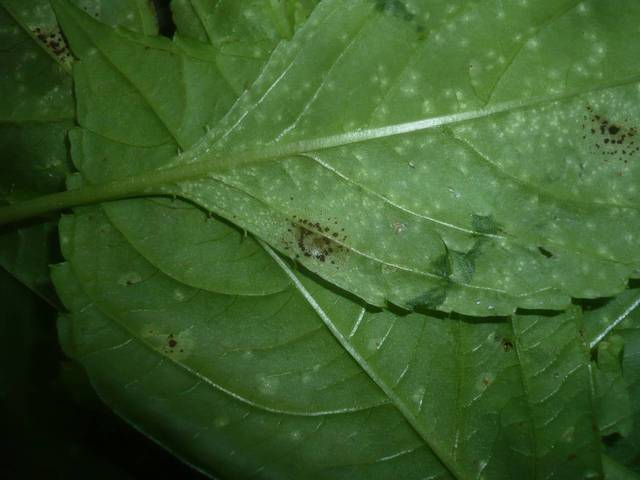